# Értelmiségi Szakszervezeti Tömörülés
Az Értelmiségi Szakszervezeti Tömörülés (ÉSZT) a szellemi tevékenységet folytatók és a velük egy munkaszervezetben dolgozók szakszervezeteinek országos konföderációja, amely elsősorban kutatási, felsőoktatási és más értelmiségű munkahelyeken dolgozók szakszervezeteit képviseli.
Az ÉSZT közel 20 éves fennállása óta fő feladatának tekinti, hogy a társadalomban és azon belül a munka világában harcoljon az ÉSZT tagszervezetei és ezek szerveződési területén dolgozók érdekeiért, a társadalmi, erkölcsi és anyagi-szociális megbecsülésük színvonalának javításáért.
Az ÉSZT érdekérvényesítési körébe tartozónak tekinti mindazokat a foglalkoztatási területeket és ügyeket, amelyeket a tagszervezetek képviselnek függetlenül az adott terület, szervezetrendszer foglalkoztatási formáitól.

## Megalakulása
Elődje a Szakszervezetek Tudományos Dolgozóinak Koordinációs Testülete volt, egy laza szövetség, melynek tagjai a Tudományos és Innovációs Dolgozók Szakszervezete (TUDOSZ), a Felsőoktatási Dolgozók Szakszervezete(FDSZ), az Agrároktatási és Kutatási dolgozók Szakszervezete (AOKDSZ) és a Vasas Szakszervezet Intézményi Tagozatai voltak. A szorosabb érdekvédelmi szövetség létrehozásának gondolata már 1989 márciusában megszületett, az ÉSZT-et végül 1989. szeptember 20-án a Kossuth Klubban alakította meg az AOKDSZ, az FDSZ és a TUDOSZ. (Az alakuló ülésen részt vett, de nem volt alapító a KKDSZ, a Sajtószakszervezet és az Írók Szakszervezete is.) Az ÉSZT első elnökének a TUDOSZ elnökét, Baka Andrást választották, az alelnökök az FDSZ-es Kis Pap László és az AOKDSZ-es Vígh László lettek.

## Tisztségviselői
- Dr. Kuti László - elnök  TUDOSZ
- Dr. Berki Zoltán - alelnök  OSZSZ
- Buzásné Putz Erzsébet - alelnök  MTSZSZ
- Dr. Kis Papp László - alelnök  FDSZ
- Schneider Istvánné - alelnök  TBDSZ
- Dr. Vígh László - tiszteletbeli elnök  AOKDSZ

## Tagszervezetei
Az ÉSZT tagszervezetei és elnökeik 2008 novemberében:
- Agrároktatási és Kutatási Dolgozók Szakszervezete (AOKDSZ)- Vígh László
- Egészségügyi Dolgozók Szakszervezeteinek Önálló Területi Szövetsége (EDSZ) – Makay Lászlóné
- Erdészeti és Faipari Dolgozók Szakszervezete (EFDSZ) – Alelnök: Dudás Péter
- Felsőoktatási Dolgozók Szakszervezete (FDSZ) – Kis Papp László
- Környezetvédelmi és Vízügyi Országos Szakszervezet (KÖVIOSZ) – Tarró Péter
- Mérnökök és Technikusok Szabad Szakszervezete (MTSZSZ) – Buzásné Putz Erzsébet
- Orvosegyetemek Szakszervezeti Szövetsége (OSZSZ) Berki Zoltán
- Társadalombiztosítási Dolgozók Szakszervezete (TBDSZ) – Schneider Istvánné
- Tudományos és Innovációs Dolgozók Szakszervezete (TUDOSZ) - Kuti László